# Dichelostemma venustum
Dichelostemma venustum är en sparrisväxtart som först beskrevs av Edward Lee Greene, och fick sitt nu gällande namn av Robert Francis Hoover. Dichelostemma venustum ingår i släktet Dichelostemma och familjen sparrisväxter. Inga underarter finns listade i Catalogue of Life.